# Christopher Poole
Christopher Poole (ur. 1988 w Nowym Jorku) – amerykański przedsiębiorca internetowy, znany głównie jako założyciel portalu 4chan pod pseudonimem moot (zawsze pisane małą literą).

## Działalność
11 lutego 2010 roku moot wystąpił na konferencji TED, odbywającej się w Long Beach. Podczas niej mówił o rosnącej przewadze liczebnej użytkowników, którzy podają swoje dane na takich portalach jak Facebook czy Twitter, oraz o korzyściach z możliwości anonimowego dyskutowania na takich stronach jak 4chan.

## Tożsamość
Poole założył portal 4chan w październiku 2003 roku i od tego czasu przez długi okres pozostawał osobą anonimową, znaną jedynie pod swoim pseudonimem. Imię i nazwisko moota zostały po raz pierwszy ujawnione 9 lipca 2008 roku na łamach „The Wall Street Journal”.